# Wereldkampioenschap voetbal 1974 (kwalificatie)
99 teams schreven zich in voor de kwalificatie voor het Wereldkampioenschap voetbal 1974. West-Duitsland (gastland) en Brazilië (titelverdediger) waren automatisch geplaatst.
Wat betreft Europa waren 9,5 tickets beschikbaar voor het WK tegen vorig WK 9. Italië, West-Duitsland, Zweden en Bulgarije plaatsten zich opnieuw voor het WK, de plaatsen van Engeland, Roemenië, België en Tsjecho-Slowakije werden overgenomen door respectievelijk Polen, Oost-Duitsland, Nederland en Schotland. De Sovjet-Unie speelde een beslissingswedstrijd tegen Chili, maar werd uitgeschakeld, Joegoslavië was de negende WK-deelnemer.
Voor Zuid-Amerika waren 3,5 tickets beschikbaar, vorig WK drie. Brazilië en Uruguay waren er opnieuw bij, Peru werd uitgeschakeld door Chili, dat ook de continentale play-off van de Sovjet-Unie won. De vierde deelnemer was Argentinië.
Noord-Amerika mocht één deelnemer leveren. Haïti schakelde Mexico uit, El Salvador viel af. In Afrika werd Marokko uitgeschakeld door Zaïre, Australië nam de plaats in van Israël.

## Gekwalificeerde landen

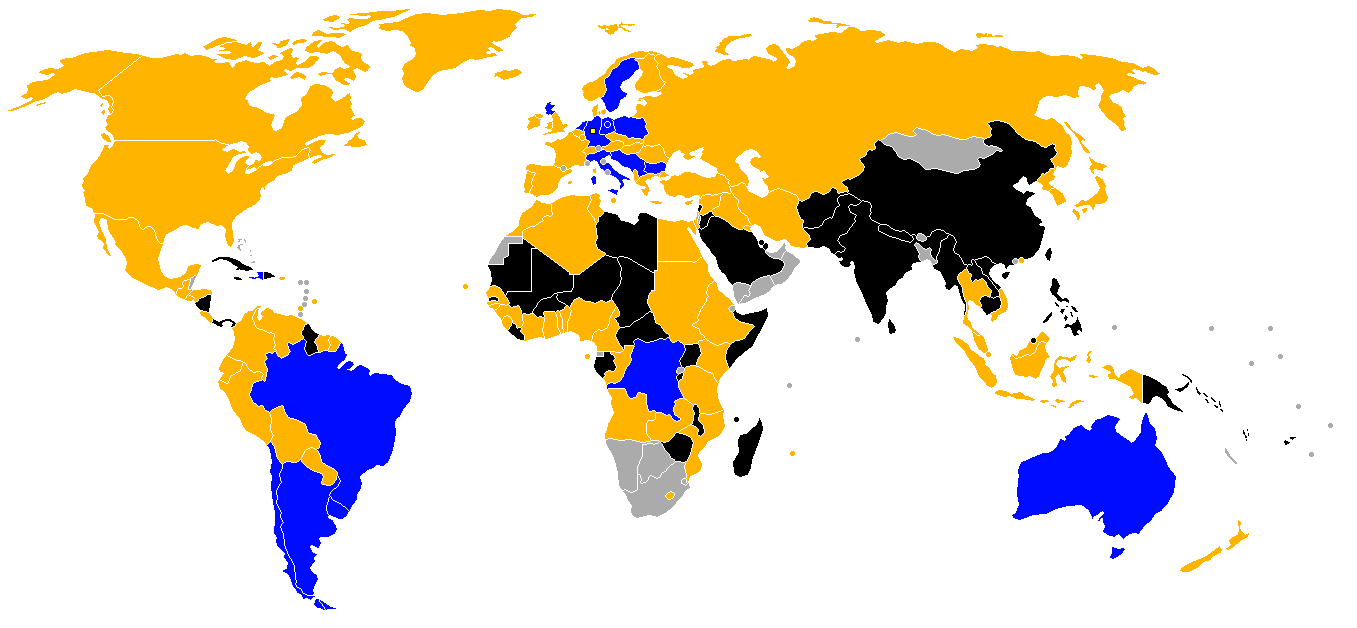
Gekwalificeerd voor het Wereldkampioenschap
Niet gekwalificeerd voor het Wereldkampioenschap
Niet ingeschreven voor de kwalificaties
Geen FIFA-lid

| FIFA-lid                       | Confederatie | Kwalificatie             | Aantal dln. (incl. 1974) | Dln. op rij | Eerste dln. | Laatste dln. | Titels (excl. 1974) | Beste prestatie |
| ------------------------------ | ------------ | ------------------------ | ------------------------ | ----------- | ----------- | ------------ | ------------------- | --------------- |
| Zaïre                          | AFC          | Finaleronde              | 1e                       | 1           | n.v.t.      | n.v.t.       | n.v.t.              | n.v.t.          |
| Australië                      | OFC          | Finale                   | 1e                       | 1           | n.v.t.      | n.v.t.       | n.v.t.              | n.v.t.          |
| West-Duitsland                 | UEFA         | Gastland                 | 8e                       | 6           | 1934        | 1970         | 1                   | Kampioen        |
| Zweden                         | UEFA         | Winnaar groep 1          | 6e                       | 2           | 1934        | 1970         | 0                   | Tweede          |
| Italië                         | UEFA         | Winnaar groep 2          | 8e                       | 4           | 1934        | 1970         | 2                   | Kampioen        |
| Nederland                      | UEFA         | Winnaar groep 3          | 3e                       | 1           | 1934        | 1938         | 0                   | Eerste ronde    |
| Duitse Democratische Republiek | UEFA         | Winnaar groep 4          | 1e                       | 1           | n.v.t.      | n.v.t.       | n.v.t.              | n.v.t.          |
| Polen                          | UEFA         | Winnaar groep 5          | 2e                       | 1           | 1938        | 1938         | 0                   | Eerste ronde    |
| Bulgarije                      | UEFA         | Winnaar groep 6          | 4e                       | 4           | 1962        | 1970         | 0                   | Groepsfase      |
| Joegoslavië                    | UEFA         | Winnaar groep 7          | 6e                       | 1           | 1930        | 1962         | 0                   | Vierde          |
| Schotland                      | UEFA         | Winnaar groep 8          | 3e                       | 1           | 1954        | 1958         | 0                   | Groepsfase      |
| Haïti                          | CONCACAF     | Eerste finalegroep       | 1e                       | 1           | n.v.t.      | n.v.t.       | n.v.t.              | n.v.t.          |
| Brazilië                       | CONMEBOL     | Titelverdediger          | 10                       | 10          | 1930        | 1970         | 3                   | Kampioen        |
| Uruguay                        | CONMEBOL     | Winnaar groep 1          | 7                        | 4           | 1930        | 1970         | 2                   | Kampioen        |
| Argentinië                     | CONMEBOL     | Winnaar groep 2          | 6                        | 1           | 1930        | 1966         | 0                   | Tweede          |
| Chili                          | CONMEBOL     | play-off (UEFA–CONMEBOL) | 5                        | 1           | 1930        | 1966         | 0                   | Derde           |